# Famadihana

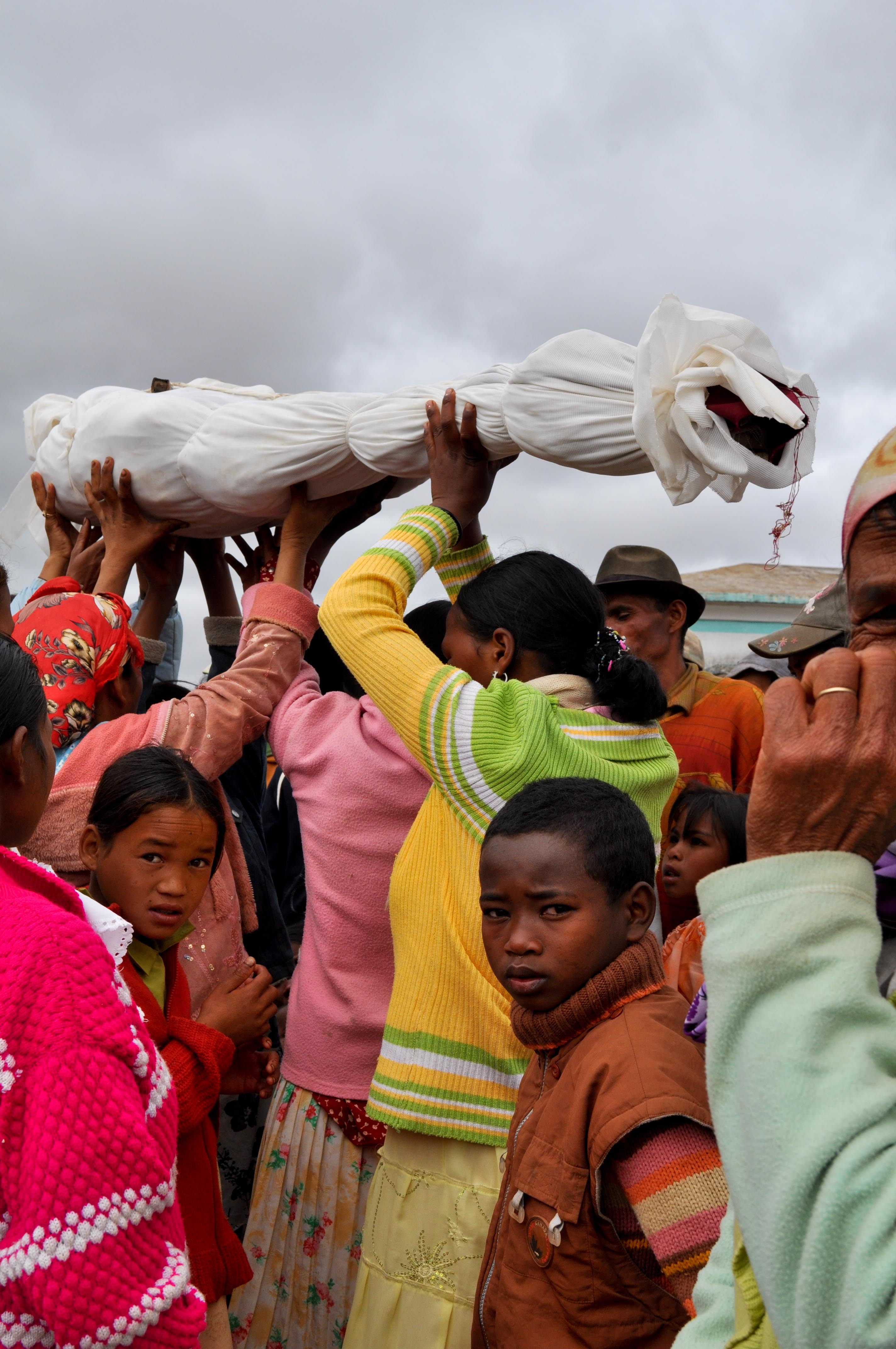
Ceremonia famadihany

Famadihana – malgaski obrzęd pogrzebowy, regularne ceremonie ekshumacji kości zmarłego, owinięcia w świeży jedwabny całun lamba mena i ponownego pochówku; u Meriny często związany z przeniesieniem do grobu rodzinnego w ziemi przodków. Na ceremonię przybywa rodzina i przyjaciele zmarłego, którzy tańczą ze zmarłym, śpiewają i ucztują, oddając mu hołd.

## Opis
W kulturze ludu Merina famadihana ma miejsce najczęściej w przypadkach, gdy zmarły został pochowany z dala od domu rodzinnego. Ceremonia ma na celu przeniesienie kości zmarłego do grobu rodzinnego w ziemi przodków. W kulturze ludu Betsileo famadihana organizowana jest najczęściej dla przeniesienia kości tymczasowo pochowanych zmarłych do nowo wybudowanego grobu. Ponadto famadihana urządzana jest regularnie co ok. siedem lat, by złożyć hołd zmarłemu. Zgodnie z obowiązującym prawem, ceremonia może odbywać się jedynie w porze suchej – od czerwca do września. 
Podczas ceremonii, trwającej nawet tydzień, rodzina zmarłego lub zmarłych wyciąga ich szczątki z grobów, układa na matach i owija w nowy, jedwabny całun lamba mena. Członkowie rodziny obnoszą szczątki zmarłego po okolicy, „pokazując mu”, co się zmieniło i informując o nowych wydarzeniach w rodzinie. Zmarły chowany jest ponownie przed zmierzchem.
Merina „goszczą” swoich zmarłych w domu, by następnie przenieść ich szczątki w procesji i złożyć do rodzinnego grobu w czasie największej glorii, czyli w samo południe – o godzinie 15:00. Panuje atmosfera strachu przed kontaktem ze zmarłymi i grobami. Szczątki zmarłych są niesione na ramionach przez kobiety, które – z woli mężczyzn – biorą udział w procesji i tańcu na specjalnie przygotowanych scenach. Po dojściu do grobu mężczyźni wydobywają szczątki innych zmarłych, które również są obnoszone przez kobiety kilkakrotnie wokół grobu. Następnie kobiety siadają wokół grobu, trzymając szczątki zmarłych na kolanach, a mężczyźni przemawiają, prosząc przodków o błogosławieństwo (tzw. tsodrano) i informując o tym, kto z obecnych podarował jaki całun. Po przemowach kobiety ponownie tańczą ze szczątkami. Atmosfera zmienia się – strach przeradza się w radość, szczątki zmarłych są podrzucane, a następnie składane do grobu przez mężczyzn.
W kulturze malgaskiej przodkowie odgrywają ważną rolę. Według lokalnych wierzeń duchy przodków, jeśli są traktowane z należytym szacunkiem, opiekują się potomkami, zapewniając im dobrobyt i szczęście. Ceremonia famadihana jest przejawem szacunku dla przodków, których doczesne szczątki muszą być otoczone należytą opieką. Podczas ceremonii kobiety, które starają się zajść w ciążę, zabierają fragment starego całunu i chowają go pod materacem łóżka, wierząc, że sprowadzi na nie płodność.
Społeczności Sakalawa pielęgnują podobne tradycje – Menabe Sakalawa co dziesięć lat przeprowadzają ceremonię fitampoha, podczas której ekshumowane są szczątki królewskie i obmywane w rzece.